# Pristava pri Polhovem Gradcu
Pristava pri Polhovem Gradcu este o localitate din comuna Dobrova-Polhov Gradec, Slovenia, cu o populație de 128 de locuitori.